# Gomme arabique
Pour les articles homonymes, voir Gomme.
La gomme arabique est un exsudat de sève élaborée solidifié, produite naturellement ou à la suite d’une incision sur le tronc et au pied d'arbres du genre Acacia lato sensu (famille des Fabaceae). Ce polysaccharide acide fortement ramifié est comestible et récolté principalement en Afrique saharienne (Maghreb, Mali, Sénégal, Tchad, Égypte, Soudan, Niger, etc.). La gomme arabique est une matière première essentielle pour l'industrie agroalimentaire et sert principalement d'émulsifiant, spécialement pour les huiles d'agrumes, de colloïde protecteur dans les émulsions et de supports pour les arômes. Son code ingrédient européen est E414.

## Histoire

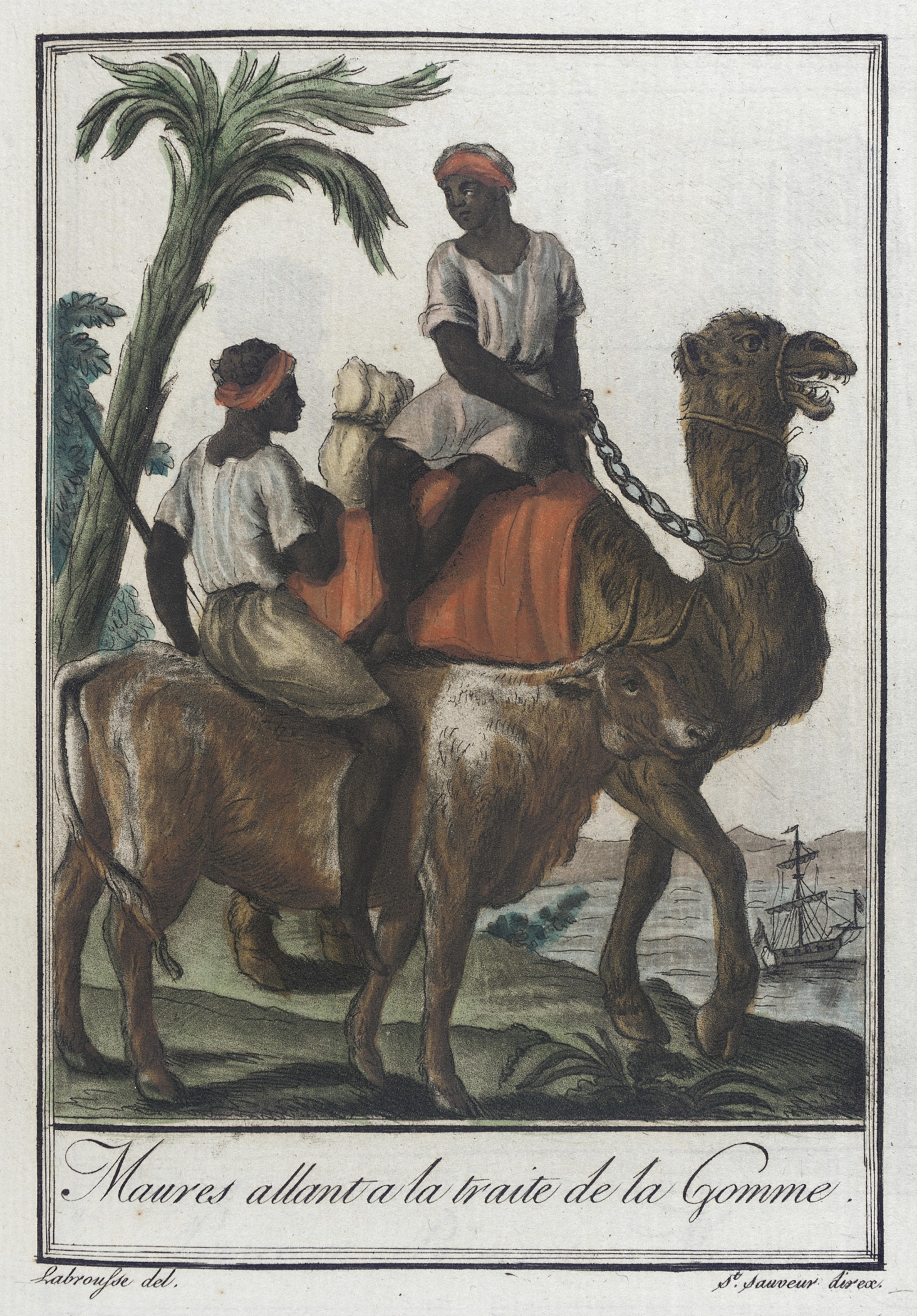
Maures allant à la traite de la gomme.

La gomme arabique est certainement la plus ancienne et la plus connue de toutes les gommes. Les Égyptiens la connaissaient sous le nom de kami et l'auraient utilisée dès la troisième dynastie (2650 av. J.-C.) pour assurer la cohésion des bandages de momies.

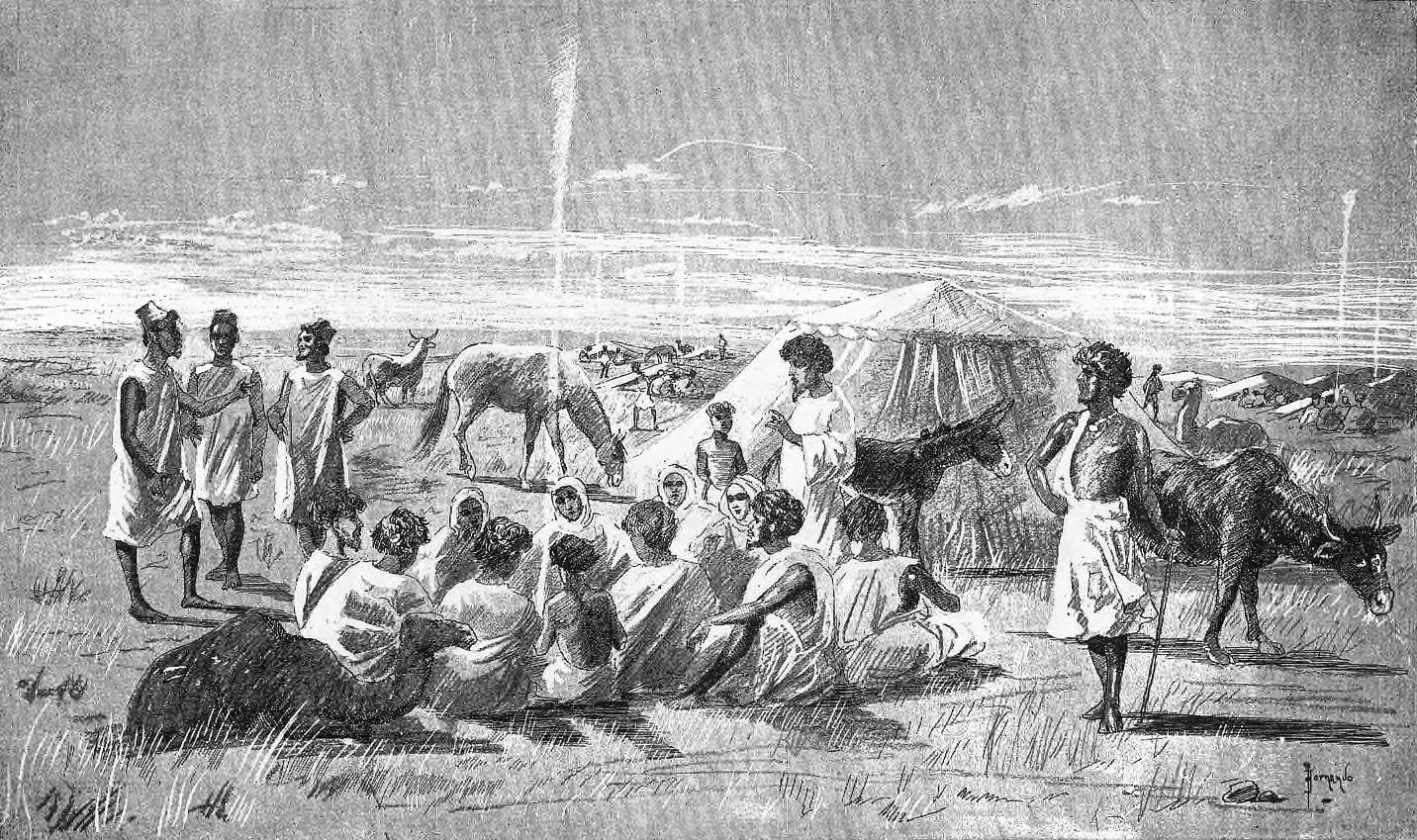
Maures traitant de la gomme à l'escale de Bakel au Sénégal (gravure de 1890)

Le papyrus d'Ebers (papyrus médical rédigé vers 1550 avant l'ère chrétienne) présente l'emploi de la  gomme d'acacia, ou gomme arabique, comme moyen de contraception en association avec des dattes. 
Au XVe siècle, des navigateurs européens découvrent la gomme arabique sur les côtes du Sénégal et de la Mauritanie actuelle. Au XVIIIe siècle, une « guerre de la gomme » sanglante et acharnée permet à la France d'obtenir le monopole de son commerce sur la côte Ouest africaine. Le qualificatif d'"arabique" est géographiquement incorrect puisque les régions d'Afrique du Nord et de l'Afrique Saharienne ne sont pas d'origine arabe. La gomme a en fait acquis ce nom car au Moyen Âge, les premiers importateurs européens s'en fournissaient dans des ports de cette région, comme Alexandrie. 
Au début du XXe siècle, l'Angleterre désenclave l'autre grande zone de production de la gomme arabique en faisant construire une ligne de chemin de fer entre El Obeid, au cœur de la région de Kordofan, et Port-Soudan. L'Angleterre et la France transforment en Europe la gomme que leurs flottes marchandes acheminent à partir des comptoirs : la gomme devient une denrée d'initiés, commercialisée par les deux puissances coloniales.

## Types de gommes et zones de production
Près de 900 espèces d'acacias sont susceptibles de fournir de la gomme; elles sont essentiellement réparties dans la ceinture tropicale du globe.
La plus grande production s'est très vite concentrée en Afrique, lui valant son surnom de gomme sénégal, sécrétion de divers acacias (légumineuses). Environ 90 % de la production provient de l'acacia du Sénégal (Senagalia senegal), le reste se partageant à parts égales entre la gomme issue de Senagalie laeta et de Vachellia seyal.
L'acacia du Sénégal (et marginalement le  Senegalia polyacantha) donne la gomme arabique dure (ou kitir), qui est celle de première qualité sur le marché mondial. Elle est récoltée pour l'essentiel au Soudan, dans la province du Kordofan du Nord.
Vachellia seyal (et marginalement le Vachellia sieberiana et le Sterculia setigera) donne la gomme arabique friable (ou talha), de moindre qualité et de ce fait beaucoup moins chère (2 500 € la tonne pour la dure et 900 € pour la friable en 2017). Cependant, un regain d'intérêt des industriels pour la gomme friable est apparu récemment, à la suite de l'évolution des techniques de sa mise en valeur.
Les autres gommes viennent du Senegalia laeta, Senegalia mellifera, Senegalia gourmaensis et Sterculia setigera.
D’après le Codex Alimentarius, seules les gommes produites par Senegalia Senegal et Vachellia seyal peuvent officiellement être qualifiées de « gomme arabique ».
Les qualités de gomme les plus appréciées sur le marché sont celles du Ferlo (Sénégal) et du Kordofan (Soudan).
Au Tchad, la gomme se trouve dans les régions du Kanem, Batha, Biltine et Ouaddaï. Au Soudan, il existe deux types d’acacias, nommés Talha et Hashab, présents dans les états du Nil Bleu, du Kordofan Sud et du Darfour Sud.

## Méthode de collecte

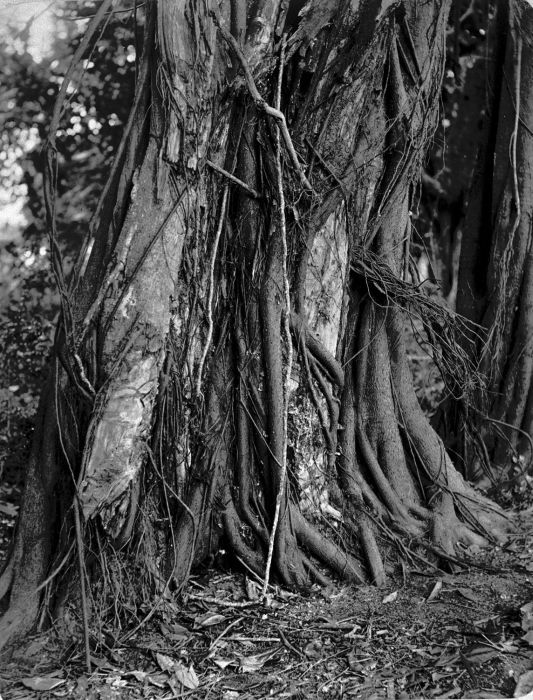
Un gummi arabicum indonésien.

La méthode soudanaise de la saignée (en anglais : tapping) consiste à entailler les arbres à la bache (farrar), un instrument à petite lame avec lequel on effectue deux entailles longitudinales parallèles peu profondes de 40 à 60 cm de long ; ensuite l'écorce est arrachée à la main. On utilise aussi un instrument en forme de hallebarde. Il existe également une méthode dite « carrée », qui consiste à faire avec le « farrar » trois ou quatre carrés sur une branche ou sur le tronc, ce qui permet d'obtenir une bonne densité du gemmage et d'éviter le dépérissement de l'arbre. Tout cela se fait dans le strict respect de la période de gommose qui va de décembre à juin.
La gomme s'écoule naturellement par les blessures faites à l'écorce des arbres ; en augmentant leur nombre, on peut facilement augmenter le rendement.
La production peut toutefois être très variable selon les arbres, de 20 g à 2 000 g par sujet ; elle est en moyenne de 250 g par arbre. La gomme est un produit d’exportation très important. Le rendement varie beaucoup d’un arbre et d’une année à l’autre, selon les conditions climatiques, oscillant entre 100 et 1 000 g (jusqu’à 10 kg au Soudan), mais avec une moyenne de 250 g au moins dans un bon peuplement (au Kordofan, 500 à 2 000 pieds par hectare).

## Propriétés physico-chimiques
La gomme arabique est un polysaccharide acide fortement ramifié qui se présente sous la forme de mélanges de sels de potassium, de magnésium et de calcium. Les composés monomères de l'acide libre (acide arabique) sont le D-galactose, le L-arabinose, le L-rhamnose et l'acide D-glucuronique. On admet que les gommes arabiques se composent au moins de deux fractions de polysaccharides de structures différentes. La fraction de masse moléculaire supérieure contient une part d'acides aminés modeste mais déterminante pour ses propriétés. La masse moléculaire moyenne indiquée oscille entre 200 et 300 kilodaltons et son numéro CAS est 9000-01-5.
La structure de la gomme arabique lui confère les propriétés physico-chimique suivantes, : 
- Elle est insoluble dans les huiles et dans la majorité des solvants organiques mais elle se dissout complètement dans l'eau froide ou chaude en formant une solution mucilagineuse. En effet, au contact de l'eau, la gomme arabique, grâce à la présence de polysaccharides dans sa composition, prend une consistance visqueuse s'apparentant à de la gélatine (plus la concentration de la gomme est élevée plus la solution est visqueuse).
- Sa viscosité dépend de son pH. Le maximum de viscosité est atteint pour un pH compris entre 4,58 et 6,30. La viscosité de la gomme peut être modifiée par l'ajout d'acides ou de bases car ces derniers changent les charges électrostatiques des macromolécules composant la gomme. Dans les solutions très acides, les groupes acides induisent une conformation plus compacte du polymère qui conduit à une diminution de la viscosité. Dans des solutions très basiques, l'augmentation de la force ionique réduit la répulsion électrostatique entre les molécules de gomme arabique produisant une conformation plus compacte du biopolymère et réduisant ainsi la viscosité de la solution.
- La gomme arabique est stable à température ambiante. Cependant lorsque l'on chauffe la gomme jusqu'à sa température d'ébullition, elle noircit et perd ses propriétés émulsifiantes. En effet, à des températures extrêmes, les liaisons osidiques sont rompues de façon irréversible et les macromolécules sont dénaturées. Même en concentration de 30 à 40 %, la gomme arabique reste très peu visqueuse.

En termes de conservation, il est préconisé de stocker la gomme arabique entre 16 et 22 °C pour une durée maximale de 24 mois.
Dans le commerce, la gomme arabique se présente sous forme de poudre ou de cristaux non moulus, plus ou moins ronds, de couleur jaune pâle à jaune brunâtre. La surface extérieure des cristaux est mate et fendillée et leur cassure est vitreuse ; elles sont souvent également traversées par de fines fissures. La gomme est fade et inodore. Elle est soluble dans l'eau, insoluble dans l'alcool.

## Usages

### Industrie agroalimentaire

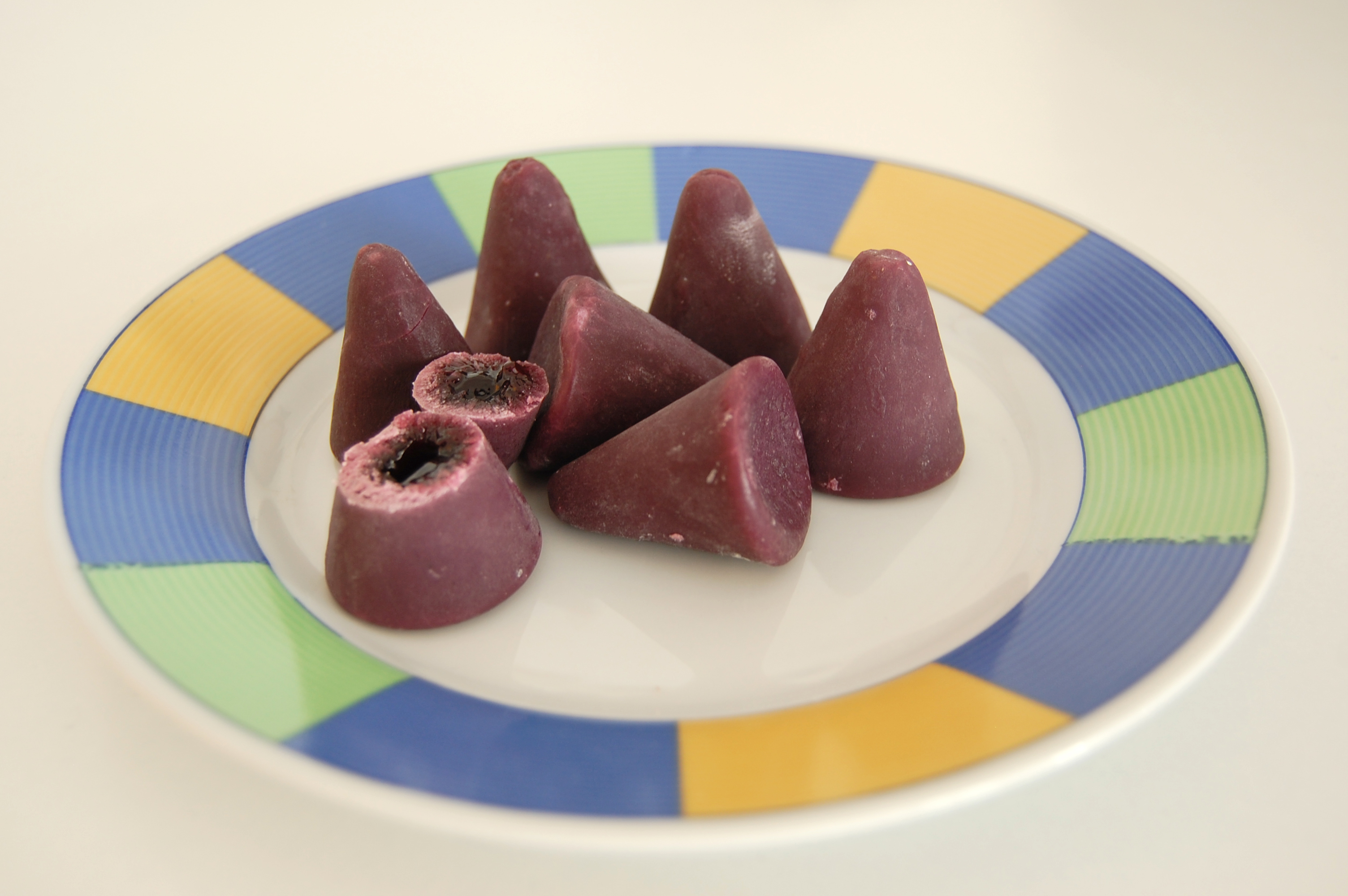
Le cuberdon est fabriqué à partir de gomme arabique.

La gomme arabique est principalement utilisée dans l'industrie agroalimentaire, qui représente entre 60 et 80 % de la consommation. En effet, elle a deux fonctions importantes : elle empêche la cristallisation du sucre dans les produits qui en contiennent en grande quantité (comme les sodas par exemple) et elle agit en tant qu'émulsifiant, maintenant les corps gras uniformément dispersés dans le produit, afin d'empêcher ces derniers de s'accumuler à la surface du produit et donc d'être facilement oxydés.
Le rôle joué par la gomme arabique est absolument essentiel car elle est le seul émulsifiant naturel capable de réaliser cette opération de stabilisation de l’eau et des différents composants des boissons gazeuses sucrées,.
Utilisée comme épaississant, notamment dans les dragées, elle est normalisée en Europe comme épaississant alimentaire (E414).
On peut la retrouver dans la composition du sirop d'orgeat ; elle est aussi présente dans le pastis et y apporte un goût frais et sucré.
En outre, la gomme arabique contient une quantité importante de fibres et est même vendue comme un supplément de fibres, généralement commercialisée sous le nom de fibre d'acacia. Les fibres alimentaires  de la gomme arabique sont des prébiotiques et sont recommandées pour le renforcement de la flore intestinale. Une étude de la British Journal of Nutrition a montré que la supplémentation avec de la gomme arabique  provoquait une augmentation des souches bactériennes, plus particulièrement des bifidobactéries et des bactéries Lactobacillus acidophilus.
En œnologie, la gomme d'acacia Verek est utilisée pour stabiliser les matières colorantes des vins rouges et pour réduire les risques de casse cuivrique des vins blancs et rosés. Lorsque la dose utilisée augmente, on observe une diminution de la puissance aromatique du  vin (effet d'adsorption des arômes).
La gomme arabique intervient également dans la fabrication du cuberdon belge, une boule de gomme.

### Textile
En Afrique de l'Ouest, la gomme arabique est utilisée comme agent de solidification et de brillance des bazins, tissus de coton damassé très prisés pour la confection de vêtements d'apparat.
Chapeliers et modistes l'utilisent en guise d'apprêt pour donner de la tenue aux chapeaux de feutre.

### Peinture
Dans le domaine des peintures, toutes les gouaches et aquarelles classiques ont pour liant une solution aqueuse à concentration élevée de gomme arabique. C'est aussi le meilleur fixateur pour les pastels gras ou maigres.
Elle est aussi utilisée sous forme liquide comme médium à peindre.
Réduite en poudre et associée à des galles de chêne macérées, elle entre dans la composition d'encres métallo-galliques.
Elle est utilisée pour les teintures artisanales.
En lithographie, les propriétés hydrophiles de la gomme arabique sont mises à profit pour produire et maintenir un film d'eau sur les parties non encrées de la pierre lithographique (l'eau repousse le gras). Sur les machines offset, la gomme arabique est utilisée pour la conservation des plaques ainsi que dans la solution de mouillage.
La gomme arabique est bien connue pour le collage des étiquettes, des enveloppes ou des timbres (papier gommé). La gomme arabique est aussi utilisée dans la fabrication de feuilles à rouler pour les fumeurs. Les « collages à la gomme arabique » sont évoqués par le chanteur français William Sheller dans sa chanson Le carnet à spirale.

### Autres

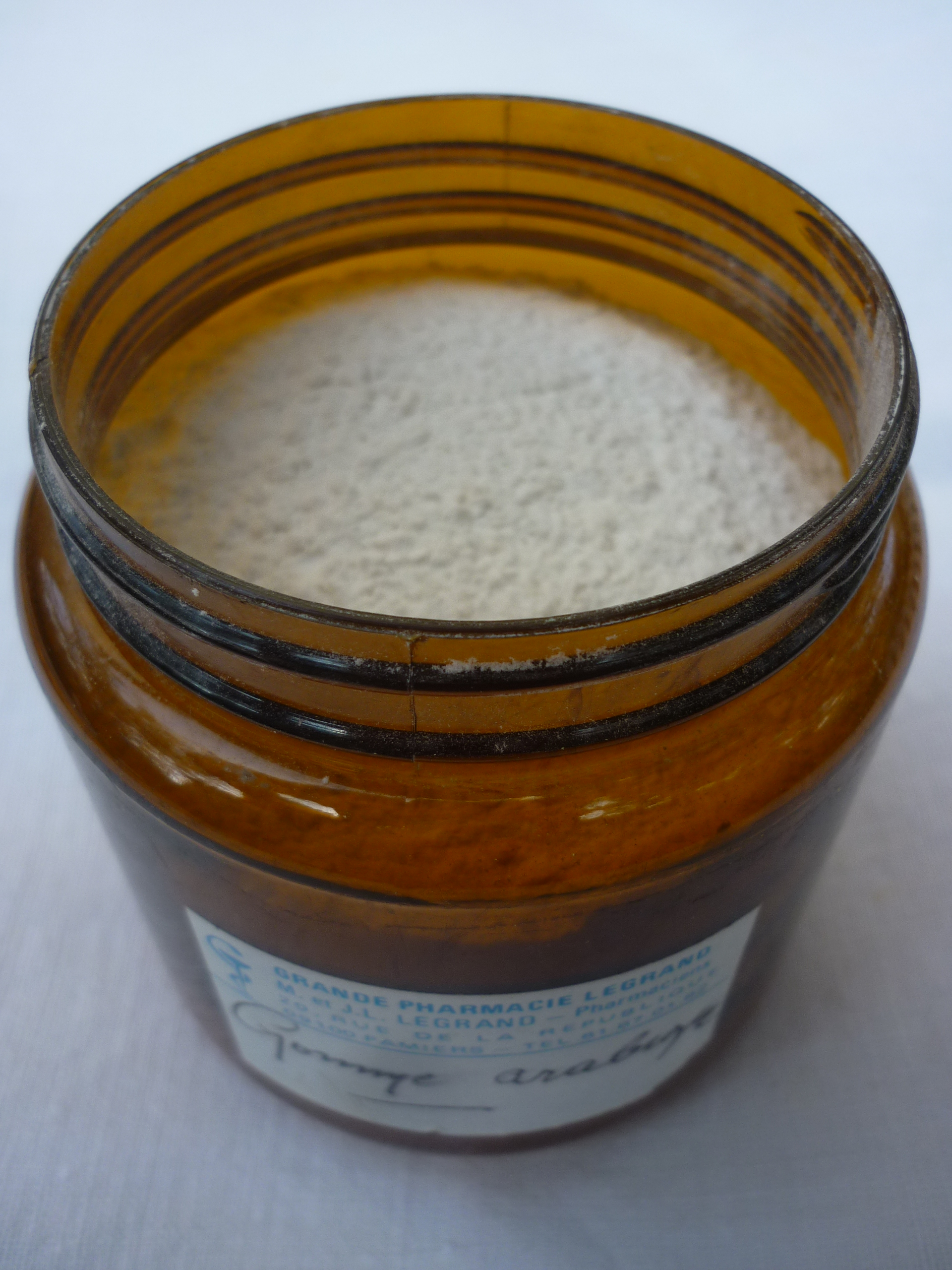
Gomme arabique en poudre délivrée par une pharmacie

#### Bâtiment
Les maçons l'utilisent pour assurer l'imperméabilité des toitures traditionnelles de chaume. Dans le chaulage des murs, on mélange de la gomme arabique à la chaux dans la proportion de 10 % en volume.

#### Photographie
La gomme arabique est aussi employée dans le procédé photographique à la gomme bichromatée.

#### Céramique
Elle est utilisée pour lier de manière plus efficace des engobes, colorés grâce à des oxydes, à l'argile des céramiques.

#### Papier à rouler
Certains grands fabricants, comme OCB, utilisent la gomme arabique naturelle pour la confection de papier à rouler.

## Marché

### Part des pays producteurs
Le secteur agroalimentaire représente 60 à 80 % de la consommation, le bâtiment et la chimie 10 à 15 % et le secteur pharmaceutique 5 à 10 %. Les principaux consommateurs sont l'UE (40 % du marché) suivi de l'Amérique du Nord (30 %) et l'Inde (13 %).
Le Soudan est le premier pays producteur mondial avec 66 000 tonnes exportées en 2013, puis vient le Tchad avec 17 000 tonnes suivi de près par le Nigeria avec 16 000 tonnes. Ces trois pays produisent à eux seuls plus de 90 % de la gomme arabique utilisée dans le monde. Au total, 103 000 tonnes de gomme arabique (80 000 selon d'autres sources) ont été produites et vendues sur le marché mondial en 2013.
Le Soudan représente donc plus de 60 % de la production mondiale de gomme arabique, et bien plus encore de celle de première qualité. En conséquence, les États-Unis, qui en importent environ 7 000 tonnes par an, ont autorisé une exception pour ce produit dans le cadre des sanctions contre le Soudan qu'ils ont mises en place entre 1997 et 2017.
La gomme dure de l'acacia du Sénégal se vend à 2 000-3 000 euros par tonne tandis que la gomme friable de Vachellia seyal (représentant 15 % des parts de marché) se vend 700-1000 euros par tonne.

### Principales entreprises
Le marché de la gomme arabique ne compte que six acteurs.
Le marché est largement dominé par l’entreprise française familiale (famille Dondain) Nexira, dont le siège est à Rouen, qui représente 40 % du marché, achetant et transformant notamment près de 50 % de la gomme soudanaise exportée.
La deuxième entreprise dans le monde est également française, Alland et Robert, une PME normande basée à Port-Mort (Eure) et fondée en 1884. Elle détient 25 % de parts de marché.

### Évolution du marché
Le marché international de la gomme arabique est en croissance de 2 % par an de 2000 à 2013, avant de connaître encore une accélération avec une augmentation de 40 % entre 2013 et 2016.
Les exportations du Sénégal sont ainsi passées de 416 t en 2013 à 3 466 t en 2016.
La croissance la plus spectaculaire est au Mali, qui exporte désormais 5 760 t, le double par rapport à 2015 (2364 t), alors que le pays était encore un acteur mineur sept ans auparavant (297 t).
Dans le même temps, la production au Nigeria s'est effondrée depuis 2010 (de 13 636 à 7 830 t) sous l’effet du terrorisme de Boko Haram qui touche en premier lieu les zones productrices.
Les prix sont restés très stables, à 2 500 euros la tonne pour la gomme dure et 900 euros pour la friable en 2017.
Un programme acacia a été mis en place en 2009 par des ONG afin d'encourager la récolte et la commercialisation de la gomme arabique dans les pays du Sahel. Ce programme a déjà permis de mettre à l'abri financièrement plus de 500 000 foyers, une hausse de ce chiffre étant attendue avec une demande escomptée à 160 000 tonnes en 2020.

## Toxicité
La gomme arabique est un fort allergène pouvant causer des crises d'asthme si elle est inhalée sous forme de vapeur ou d'aérosol.
L'emploi de la gomme d'acacia / arabique est interdit dans certaines confiseries à cause d'un risque d'étouffement, notamment pour les enfants et les personnes âgées. Comme pour les autres gommes, des inconforts gastro-intestinaux peuvent être occasionnés par une consommation importante ou en combinaison avec d'autres gommes (ballonnements, flatulences, effet laxatif).